# 지피지기 (텔레비전 프로그램)
지피지기(知彼知己)는 문화방송에서 월요일 오후 11시 10분에 방영한 토크쇼이다. 시청률 부진, 봄 개편으로 인해 2008년 3월 24일 월요일 훈남 특집(오상진, 앤디 출연) 방송분을 끝으로 폐지되었다.

## 역사
시즌 1에서는 박수홍, 이영자가 진행하였다. 해당 시즌 진행 시에는 섭외원정대, 카운트퀴즈 등의 코너가 존재했다. 하지만 2007년 11월 5일에 진행자 교체와 함께 시즌 2로 개편되었다. 시즌 2 초기에는 시청자들의 고민을 재연으로 풀어보는 형식이었지만 시청률 부진으로 포맷이 변경되어 죽기살기 인터뷰와 죽기살기 우리말 수다방 등 2개의 코너를 갖추었다.

## 출연진
메인 MC로는 박명수, 현영, 정형돈이 있으며 출연하는 아나운서로는 서현진, (애교의달인) 최현정, 문지애, (까칠정은) 손정은이 있고 그 외 고정출연하는 패널로는 조혜련과 VJ 출신 김나영이 있다.

### 초대손님 (시즌 2 기준)
- 개편 후

성시경, 이문식, 이승기, 이루, 김장훈, 이윤석, 김구라(※총 2회 출연), 팀, 크라운 제이, 이종원, 
이정용, 송대관, 태진아, 정준하, 하하, 이수경, 김강우, 박해미, 김수희, 홍경민, 
데니안, 이경실, 박미선, 공형진, 최정원, 조한선, 이계인, 김C, 윤도현, 염경환, 
지상렬, 앤디, 오상진, 장윤정, 백지영 외 등등

## 코너

### 시즌 1

#### 섭외원정대
MC 이영자와 박수홍이 매주 연예인을 찾아가 프로그램에 섭외를 하는 코너다.

#### 카운트퀴즈
상대팀 5명 중 특정한 것을 누가 가장 많이 가지고 있는지 맞히는 퀴즈다. 모든 문제는 숫자로 풀게 되며, 오답자는 벌칙으로 진동 의자가 작동된다.

### 시즌 2

#### 죽기살기 벌칙 인터뷰
매주 초대되는 게스트에게 팀을 나뉘어 질문을 한다. 게스트는 맘에 드는 질문을 선택해 답한다. 선택되지 못한 팀은 펌핑의자에서 단체벌칙을 받는다. 다만 설특집 1탄 이후로는 개인별로 벌칙을 받는다. 벌칙은 주어진 5개 중 게스트가 선택한다. (설특집에서는 윷으로 결정했다.)

#### 죽기살기 우리말 수다방
팀을 나뉘어 퀴즈를 풀어본다. 단, 금지어를 말하면 끌려간다. 기본 금칙어는 외래어, 반말 등이 있다. 초기엔 금칙어를 많이 말한 팀이 최종벌칙을 받았지만, 2008년 1월 14일 방송분부터는 퍼센트 퀴즈를 풀고 더 많이 맞히는 팀이 승리하는 방식으로 바뀌었다.